# Matthias Ostrzolek
Matthias Ostrzolek (Bochum, 5 giugno 1990) è un calciatore tedesco con cittadinanza polacca, difensore dello Schwaben Augusta.

## Biografia
Ostrzolek nasce da genitori nativi dalla parte polacca della Slesia nel Bochum e cresciuto nel quartiere di Langendreer.

## Carriera

### Club
Nella stagione 2009-2010 gioca 8 partite con la squadra riserve del Bochum; l'anno seguente, oltre a 9 partite ed un gol con le riserve, gioca anche 17 partite in prima squadra, in 2. Bundesliga, la seconda serie tedesca. A fine stagione viene riconfermato, ma durante il mercato di gennaio viene acquistato dall'Augusta, squadra di Bundesliga, con cui gioca 12 partite di campionato. La squadra a fine anno si salva, e lui viene riconfermato per la stagione successiva.

### Nazionale
Nel maggio 2013, non è stato nominato nella lista dei convocati per il Campionato Europeo Under-21 2013, tenutosi in Israele.

## Statistiche

### Presenze e reti nei club
Statistiche aggiornate al 23 maggio 2017.
| Stagione         | Squadra          | Campionato       | Campionato | Campionato | Coppe nazionali | Coppe nazionali | Coppe nazionali | Coppe continentali | Coppe continentali | Coppe continentali | Altre coppe | Altre coppe | Altre coppe | Totale | Totale |
| Stagione         | Squadra          | Comp             | Pres       | Reti       | Comp            | Pres            | Reti            | Comp               | Pres               | Reti               | Comp        | Pres        | Reti        | Pres   | Reti   |
| ---------------- | ---------------- | ---------------- | ---------- | ---------- | --------------- | --------------- | --------------- | ------------------ | ------------------ | ------------------ | ----------- | ----------- | ----------- | ------ | ------ |
| 2009-2010        | Bochum II        | RL               | 8          | 0          | -               | -               | -               | -                  | -                  | -                  | -           | -           | -           | 8      | 0      |
| ago.-nov. 2010   | Bochum II        | RL               | 9          | 1          | -               | -               | -               | -                  | -                  | -                  | -           | -           | -           | 9      | 1      |
| Totale Bochum II | Totale Bochum II | Totale Bochum II | 17         | 1          |                 | -               | -               |                    | -                  | -                  |             | -           | -           | 17     | 1      |
| 2010-2011        | Bochum           | ZL               | 17+2       | 0          | CG              | 0               | 0               | -                  | -                  | -                  | -           | -           | -           | 19     | 0      |
| 2011-gen. 2012   | Bochum           | ZL               | 16         | 0          | CG              | 1               | 0               | -                  | -                  | -                  | -           | -           | -           | 17     | 0      |
| Totale Bochum    | Totale Bochum    | Totale Bochum    | 33+2       | 0          |                 | 1               | 0               |                    | -                  | -                  |             | -           | -           | 34     | 0      |
| gen.-giu. 2012   | Augusta          | BL               | 12         | 0          | CG              | 0               | 0               | -                  | -                  | -                  | -           | -           | -           | 12     | 0      |
| 2012-2013        | Augusta          | BL               | 25         | 0          | CG              | 2               | 0               | -                  | -                  | -                  | -           | -           | -           | 27     | 0      |
| 2013-2014        | Augusta          | BL               | 33         | 0          | CG              | 2               | 0               | -                  | -                  | -                  | -           | -           | -           | 35     | 0      |
| Totale Augusta   | Totale Augusta   | Totale Augusta   | 70         | 0          |                 | 4               | 0               |                    | -                  | -                  |             | -           | -           | 74     | 0      |
| 2014-2015        | Amburgo          | BL               | 25+2       | 0          | CG              | 1               | 0               | -                  | -                  | -                  | -           | -           | -           | 28     | 0      |
| 2015-2016        | Amburgo          | BL               | 32         | 0          | CG              | 1               | 0               | -                  | -                  | -                  | -           | -           | -           | 33     | 0      |
| 2016-2017        | Amburgo          | BL               | 24         | 1          | CG              | 4               | 0               | -                  | -                  | -                  | -           | -           | -           | 28     | 1      |
| Totale Amburgo   | Totale Amburgo   | Totale Amburgo   | 81+2       | 1          |                 | 6               | 0               |                    | -                  | -                  |             | -           | -           | 89     | 1      |
| Totale carriera  | Totale carriera  | Totale carriera  | 201+4      | 2          |                 | 11              | 0               |                    | -                  | -                  |             | -           | -           | 226    | 2      |